# واد ايكم

## قنطرة واد يكم التاريخية بمدينة الصخيرات
قنطرة واد يكم هي قنطرة حديدية معلقـة تقع على ضفتي نهر يكم بمدينة عين عتيق، المغرب. تُعَدُّ هذه القنطرة واحدة من معالم البنية التحتية التاريخية التي تربط بين مدينة الرباط والمحمدية عبر الطريق الوطنية رقم 1. تمثل القنطرة عنصراً بارزاً في التراث الهندسي المغربي.

## التاريخ والتصميم
بُنيت قنطرة واد يكم في عشرينات القرن الماضي، وقد استغرق بناؤها ثلاث سنوات من عام 1921 إلى عام 1923. صمَّم الجسر المهندس الفرنسي فردينوند أرنودين، الذي أدار بناء القنطرة من خلال شركته "أرنودين للجسور". تميز تصميم القنطرة باستخدام الفولاذ الصلب والأسلاك الحديدية المتينة والصفائح المعدنية، التي صممت وفق معادلات رياضية دقيقة لضمان مقاومتها للضغط وحركة الرياح وعوامل التعرية.
يبلغ طول القنطرة 103 أمتار من الباب الشمالي إلى الباب الجنوبي، وعرضها يصل إلى 6 أمتار. تحتوي القنطرة على ممرين للراجلين على كلا الجانبين، بعرض 60 سنتيمتراً لكل ممر. الأسلاك التي تدعم الجسر تتكون من عدة توليفات حبلية، مما يوفر استقراراً قوياً للجسر.

## التجديد والصيانة
خضعت القنطرة لعملية تجديد وصيانة بعد استقلال المغرب في عام 1958، وتمت إعادة تجديدها بين عامي 1976 و1977. في فترة لاحقة، وضعت السلطات المغربية لوحتين رخاميتين عند مداخل الجسر تشير إلى أن سنة تدشين الجسر هي سنة 1958. للأسف، اختفت اللوحة التي تحمل اسم المهندس أرنودين.

## الوضع الحالي
منذ افتتاح القنطرة الجديدة في 19 يناير 2013، أصبحت قنطرة واد يكم خارج الخدمة. طاقتها الاستيعابية السابقة كانت لا تتجاوز 12 طناً، مما أدى إلى استبدالها بجسر أحدث لتلبية متطلبات المرور الحديثة.
قنطرة واد يكم تظل جزءاً مهماً من التراث الهندسي المغربي، وتُعَدُّ شاهداً على براعة المهندسين والمصممين في بداية القرن العشرين.